# Indiana (Metro de Chicago)
Indiana es una estación en la línea Verde del Metro de Chicago. La estación se encuentra localizada en 4003 South Indiana Avenue en Chicago, Illinois. La estación Indiana fue inaugurada el 15 de agosto de 1892.  La Autoridad de Tránsito de Chicago es la encargada por el mantenimiento y administración de la estación. La estación sirve al Instituto de Tecnología de Illinois al igual que al U.S. Cellular Field.

## Descripción
La estación Indiana cuenta con 2 plataformas laterales y 2 vías. 

## Conexiones
La estación es abastecida por las siguientes conexiones: 
- Rutas del CTA Buses: #1 Indiana/Hyde Park #39 Pershing